# Sally Hodge
Sally Ann Hodge (Cardiff, 31 mei 1966) is een Brits wielrenner.
In 1988 werd Hodge wereldkampioen achtervolging op de baan, als ook wereldkampioen puntenkoers.
In 1994 nam Hodge deel aan de Gemenebestspelen.
In 1998 nam Hodge voor Groot-Brittannië deel aan de Olympische Zomerspelen van Seoul. Ze eindigde op de negende plek op het onderdeel wegwielrennen. Vier jaar later, op de Olympische Zomerspelen van Barcelona kwam ze tot de 45e plek.